# 7 Lives Xposed
7 Lives Exposed (también conocido como 7 Lives Xposed) es un falso reality show estadounidense producido por Playboy TV. La serie comenzó a transmitirse en Estados Unidos el 21 de octubre de 2001, con una segunda temporada a finales del 2002. La serie fue protagonizada por la actriz pornográfica Devinn Lane y fue producida por Tom Lazarus.

## Trama
El concepto de la serie es similar a programas como Survivor y Big Brother: los concursantes deben satisfacer ciertos criterios de comportamiento o pueden correr el riesgo de ser "desalojados" y, dado el caso, Lane decide quién debe quedarse o quién debe irse.
Como la audiencia primaria de la serie son hombres heterosexuales, hay escenas heterosexuales y lésbicas durante la serie. Sin embargo el sexo es simulado, pero las escenas de sexo oral y masturbación son mucho más explícitas que algunos contactos mostrados.
La tensión dramática se concentra en conflictos entre los concursantes, con frecuencia relacionados con envidia y competición.
La última temporada estuvo al aire en 2006, contando con un total de seis temporadas.

## Reparto
- Cassie Townsend ... Patty
- Devinn Lane ... Devinn
- Yanni Kratsas ... Logan
- Beverly Lynne ... Bess
- Jacy Andrews ... Jillian
- Christopher John Kapanke ... Ten
- Candace Washington ... Xiamora
- Tom Walken ... Jeremy
- Mia Zottoli ... Dawn
- Darron Johnson ... Antwan
- Nichole McAuley ... Teddi
- Texas Battle ... Curt
- Olivia ... Gabriella
- Kimberly Fisher ... Bo
- Ander Page ... María